# Hironimus Pakaenoni
Hironimus Pakaenoni (Noemuti, 14 aprile 1969) è un arcivescovo cattolico indonesiano, dal 9 marzo 2024 arcivescovo metropolita di Kupang.

## Biografia
È nato a Noemuti, in diocesi di Atambua, il 14 aprile 1969.

### Formazione e ministero sacerdotale
Dopo essere entrato nel seminario maggiore interdiocesano di Ritapiret, è stato ordinato diacono il 27 aprile 1997 dall'arcivescovo di Ende Longinus Da Cunha e presbitero l'8 settembre 1997 dall'arcivescovo coadiutore di Kupang Peter Turang. Successivamente ha proseguito gli studi conseguendo la licenza in teologia dogmatica presso la Pontificia Università Urbaniana a Roma.

### Ministero episcopale
Il 9 marzo 2024 papa Francesco lo ha nominato arcivescovo metropolita di Kupang; è succeduto a Peter Turang, precedentemente dimessosi per raggiunti limiti di età. Ha ricevuto l'ordinazione episcopale il 9 maggio seguente dall'arcivescovo Piero Pioppo, nunzio apostolico in Indonesia e presso l'Associazione delle Nazioni del Sud-Est Asiatico, coconsacranti Peter Turang e Dominikus Saku, vescovo di Atambua. Durante la stessa celebrazione ha preso possesso dell'arcidiocesi. Ha scelto come motto episcopale Pasce oves meas.

## Genealogia episcopale
La genealogia episcopale è:
- Cardinale Scipione Rebiba
- Cardinale Giulio Antonio Santori
- Cardinale Girolamo Bernerio, O.P.
- Arcivescovo Galeazzo Sanvitale
- Cardinale Ludovico Ludovisi
- Cardinale Luigi Caetani
- Cardinale Ulderico Carpegna
- Cardinale Paluzzo Paluzzi Altieri degli Albertoni
- Papa Benedetto XIII
- Papa Benedetto XIV
- Cardinale Enrico Enriquez
- Arcivescovo Manuel Quintano Bonifaz
- Cardinale Buenaventura Córdoba Espinosa de la Cerda
- Cardinale Giuseppe Maria Doria Pamphilj
- Papa Pio VIII
- Papa Pio IX
- Cardinale Gustav Adolf von Hohenlohe-Schillingsfürst
- Arcivescovo Salvatore Magnasco
- Cardinale Gaetano Alimonda
- Cardinale Agostino Richelmy
- Vescovo Giuseppe Castelli
- Vescovo Gaudenzio Binaschi
- Arcivescovo Albino Mensa
- Cardinale Tarcisio Bertone, S.D.B.
- Arcivescovo Piero Pioppo
- Arcivescovo Hironimus Pakaenoni